# Cités éducatives
Les Cités éducatives en France visent à créer des communautés éducatives, comprenant des professionnels de l'éducation, de l'enseignement, des associations et des collectivités locales (principalement la commune concernée), dans les quartiers prioritaires de la politique de la ville (QPV),,.
L'objectif affiché est d'améliorer la prise en charge des jeunes, de 0 à 25 ans, c'est-à-dire de leur naissance à leur insertion professionnelle, et de lutter contre l'inégalité des chances, dans et hors l'école. 
Mises en place en 2019, les Cités éducatives sont au nombre de 200, en 2022, et englobent 1 million de jeunes, 323 collèges et 600 écoles.

## Historique
Les Cités éducatives sont évoquées, pour la première fois, dans le rapport "Vivre ensemble - Vivre en Grand" établi, en 2018, par Jean-Louis Borloo. Elles sont alors présentées comme un programme d'appui aux dynamiques locales de coopération éducative dans les quartiers à faible mixité sociale,. 
En septembre 2019, 80 territoires ont été choisis pour participer à cette démarche,. 
Le 29 janvier 2021 et le 29 janvier 2022, à l'occasion des Comités interministériels des Villes, le Gouvernement a annoncé l'extension de cette démarche à, respectivement, 46 et 74 nouveaux territoires.
Néanmoins, dès 2005, dans le cadre de la loi du 18 janvier 2005 de programmation pour la cohésion sociale, en son titre III ("Promotion de l'égalité des chances") et son chapitre II ("Accompagnement des élèves en difficulté"), de nombreux outils complémentaires avaient déjà vu le jour comme le Programme de réussite éducative (PRE), l'établissement public local de coopération éducative et la caisse des écoles. 

## Fonctionnement
Les Cités éducatives reposent sur une "alliance éducative", associant des acteurs éducatifs des Quartiers Prioritaires de la politique la Ville (QPV), comme les services de l’État, les académies, les collectivités territoriales, les associations ou encore les parents d'élèves, et sont coordonnées par l’Agence nationale de la cohésion du territoire et la Direction générale de l’enseignement scolaire.
Les villes choisies dans le cadre de la démarche des Cités éducatives signent une convention avec les différents services de l’État,, pour une durée de 3 ans. En signant cette convention, elles s'engagent à mettre en place différentes actions en faveur de l'enfance et de la jeunesse, telles que :
- Donner aux jeunes l’envie de se former et de réussir leurs études ;
- Renforcer les liens entre les parents et les encadrants ;
- Consolider les relations entre les collèges, les lycées, les mondes professionnels et sportifs ;
- Proposer une ouverture culturelle et citoyenne ;
- Renforcer l’offre de santé, en matière de prévention, de dépistage et de soins ;
- Faire sortir les jeunes de leur quartier pour des stages, des loisirs et des séjours ;
- Détecter, dès la petite enfance, les enfants qui auront besoin d’un suivi personnalisé[7],[9].

Par ailleurs, les villes obtenant le label "Cités éducatives" sont chargées de sélectionner les structures qui auront pour mission d'assurer la continuité éducative des jeunes de 0 à 25 ans,. 

### Évaluation
Différents organismes, comme l'Institut national de la jeunesse et de l'éducation populaire (INJEP), l'Inspection générale de l'éducation, du sport et de la recherche (IGÉSR) et les Universités accompagnent le programme des Cités éducatives et ont rédigé plusieurs rapports,. 

## Le Comité national d'orientation et d'évaluation des Cités éducatives (CNOE)
En 2019, le ministre de l'Éducation Nationale, Jean-Michel Blanquer, et le Ministre de la ville et du logement, Julien Denormandie, mettent en place le Comité National d'Orientation et d'Évaluation des Cités éducatives (CNOE) et nomment Sylvie Charrière à sa présidence,. 
Le CNOE rassemble des experts du monde éducatif, associatif et des collectivités locales, et a pour mission d'assurer le suivi du programme des Cités éducatives et de formuler des recommandations,. Il veille également aux travaux d’évaluation du programme, au niveau national et local.